# 萨米 (印尼)
萨米（Sarmi）是印度尼西亚巴布亚省萨米县的一个城镇，亦是该县的首府。2010年统计，萨米区（印尼语：Distrik Sarmi）共11,633人。
在巴布亚铁路发展计划中，巴布亚省规划修建一条铁路连接查亚普拉、萨米、纳比雷，最终在马诺夸里连接预计于2019年完工的一期工程，另有支线连接蒂米卡。相关事宜尚在研究中。跨巴布亚公路经过萨米。

## 资料来源
1. ↑   Biro Pusat Statistik, Jakarta, 2011.
2. ↑  .   [2017-02-23]. （原始内容存档于2017-05-06）.